# Pediasia persellus
Pediasia persellus là một loài bướm đêm trong họ Crambidae.